# Agrobacterium
Agrobacterium ist eine von H. J. Conn 1942 eingerichtete Gattung gramnegativer Bakterien, die DNA zwischen sich selbst und Pflanzen übertragen können. Agrobacterium-Arten können so als Vektor für horizontalen Gentransfer (HGT) bei Pflanzen fungieren und sind daher zu einem wichtigen Werkzeug für die Gentechnik geworden.
Die Typusart Agrobacterium tumefaciens ist die am häufigsten untersuchte Art dieser Gattung, sie kann per HGT Tumore in Pflanzen hervorrufen.

## Pflanzenpathogen

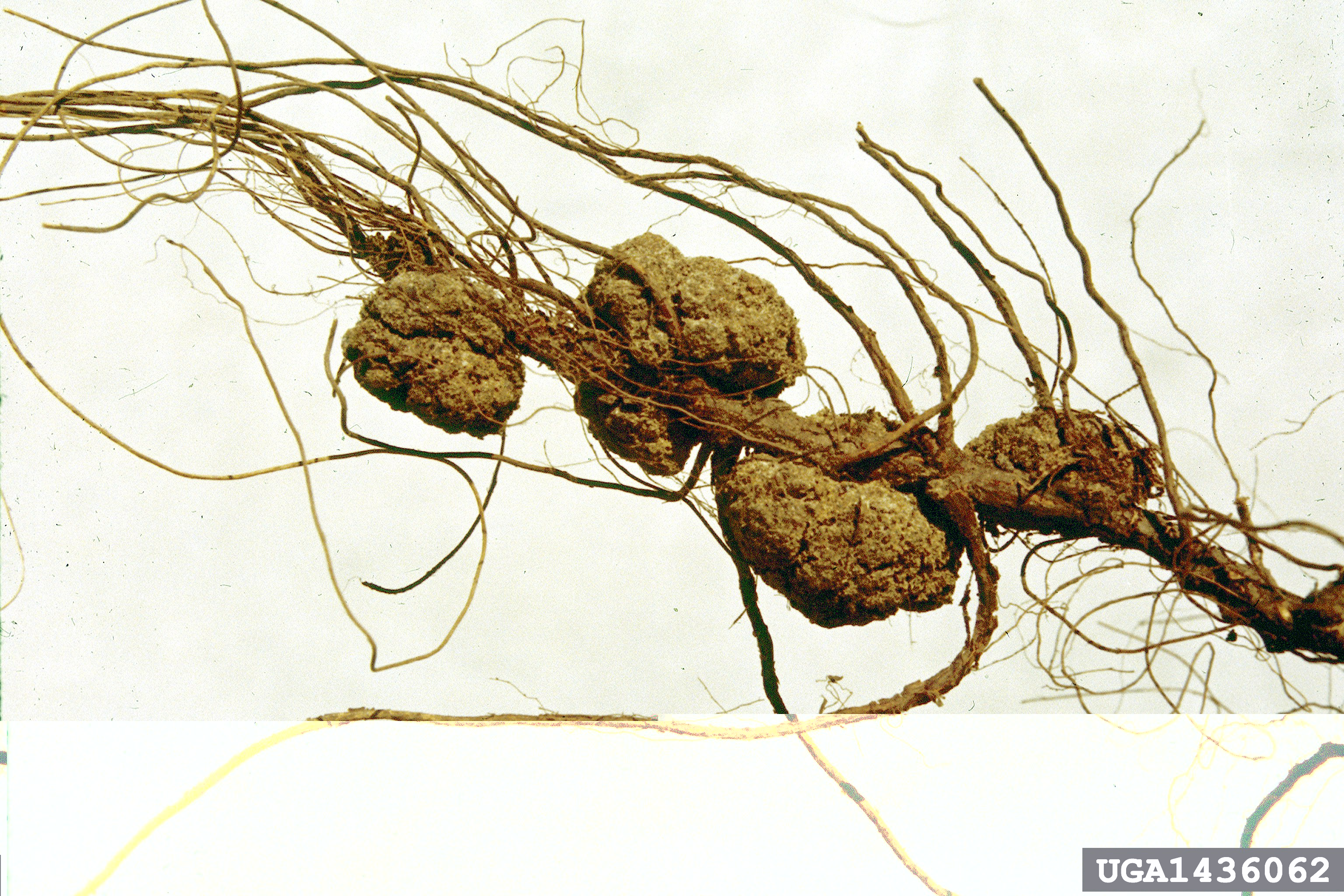
Die großen Knollen an den Wurzeln dieser Pekannuss (Carya illinoensis) sind Kronengallen, die durch A. tumefaciens oder A. radiobacter hervorgerufen wurden.

A: Agrobacterium, B: DNA (Bakterienchromosom), C: Ti-Plasmid (a: t-DNA, b: vir-Gene, c: Replikationsursprung, d: Opin-Katabolismus) D: Pflanzenzelle E: Mitochondrium, F: Chloroplast, G: Zellkern.

Agrobacterium tumefaciens verursacht bei Pflanzen die Kronengallenkrankheit (englisch crown-gall disease). Die Krankheit ist gekennzeichnet durch eine tumorartige Wucherung oder Galle an der infizierten Pflanze, oft an der Verbindung zwischen Wurzel und Spross.
Die Tumore werden durch den Transfer eines DNA-Abschnitts („Tumor-DNA“, T-DNA, auch t-DNA) aus dem bakteriellen „tumorinduzierenden Plasmid“  (Ti-Plasmid) während einer Art Konjugation der Bakterien- mit der Pflanzenzelle ausgelöst.
Auch die verwandte Art Rhizobium rhizogenes induziert Wurzeltumoren und trägt ein sog. Ri-Plasmid (von englisch root-inducing ‚wurzelinduzierend‘).
Ein Ti- oder Ri-Plasmid kann bei verschiedenen Mitgliedern der Familie Rhizobiaceae (Rhizobien) gefunden werden, die der Gattung Agrobacterium respektive Rhizobium angehören.
Aus Umweltproben werden aber auch Stämme der Rhizobiaceae isoliert, die weder ein Ti- noch ein Ri-Plasmid aufweisen. Diese sind für Pflanzen nicht virulent (infektiös).
Die T-DNA des Plasmids wird halb zufällig in das Genom der Wirtszelle integriert, worauf von der Pflanzenzelle die für die Tumor-Morphologie verantwortlichen Gene der T-DNA exprimiert werde, was zur Bildung der Galle führt.
Die T-DNA trägt Gene für die biosynthetischen Enzyme zur Produktion ungewöhnlicher Aminosäuren, wie (typischerweise) Nopalin oder Octopin.
Sie trägt auch Gene für die Biosynthese der Pflanzenhormone Auxin und Cytokinin sowie für Opine. Diese bieten den Bakterien eine Kohlenstoff- und Stickstoffquelle bieten, die die meisten anderen Mikroorganismen nicht nutzen können, was Agrobacterium einen Selektionsvorteil verschafft.
Durch die Veränderung des Hormonhaushalts in der Pflanzenzelle kann die Pflanze die Teilung der infizierten Zellen nicht mehr kontrollieren, und es bilden sich Tumore.
Das Verhältnis der von den Tumorgenen produzierten Hormone Auxin und Cytokinin zueinander bestimmt die Morphologie des Tumors (wurzelartig, desorganisiert oder sprossartig).

## Humanpathogen
Zwar wird Agrobacterium im Allgemeinen als Pflanzenpathogen (infektiös für Pflanzen) angesehen wird, aber es kann auch Opisthokonta infizieren:
Beispielsweise wird es wird zur Erzeugung transgener Pilze genutzt (s. u.).
Offenbar kann es auch bei Menschen mit geschwächtem Immunsystem opportunistische Infektionen verursachen. Allerdings hat es sich bei ansonsten gesunden Menschen nicht als primärer Krankheitserreger erwiesen.
Als erstes in Verbindung mit Krankheiten beim Menschen gebracht wurde Agrobacterium radiobacter, wie 1988 vom Arzt J. R. Cain in Schottland gemeldet.
Eine spätere Studie deutete darauf hin, dass Agrobacterium sich an verschiedene Arten menschlicher Zellen anheftet und diese genetisch verändert, indem es seine T-DNA in das menschliche Zellgenom integriert.
Die Studie wurde mit kultiviertem menschlichem Gewebe im Labor (in vitro) durchgeführt und ließ daher keine Rückschlüsse auf eine entsprechende biologische Aktivität in der Natur (in vivo) zu.

## Anwendungen
Die Fähigkeit von Agrobacterium, Gene auf Pflanzen und Pilze zu übertragen, wird in der Biotechnologie genutzt, insbesondere in der Gentechnik zur Pflanzenzüchtung.
Genome von Pflanzen und Pilzen können mit Hilfe von Agrobacterium wie auch Rhizobium durch die Übertragung von DNA-Sequenzen, die in der T-DNA als Vektor untergebracht sind, manipuliert werden.
Dabei kann ein modifiziertes Ti- (Agrobacterium) oder Ri-Plasmid (Rhizobium) verwendet werden, wenn es durch Deletion (Ausschalten bzw. Entfernen) der tumorinduzierenden Gene entschärft wird. Die einzigen wesentlichen Teile der T-DNA sind die beiden kleinen sog. Border-Repeats (spezielle DNA-Sequenzwiederholungen von 25 Basenpaaren), von denen mindestens eines für die Pflanzentransformation benötigt wird.
Dabei werden die Pflanze einzubringenden Gene zusammen mit einem selektierbaren Marker in einen Pflanzenvektor mit der entschärften T-DNA des Plasmids eingebracht.
Dies ermöglicht danach die Selektion auf erfolgreich transformierte Pflanzen. Eine alternative Methode ist die sog. Agroinfiltration (s. u.).

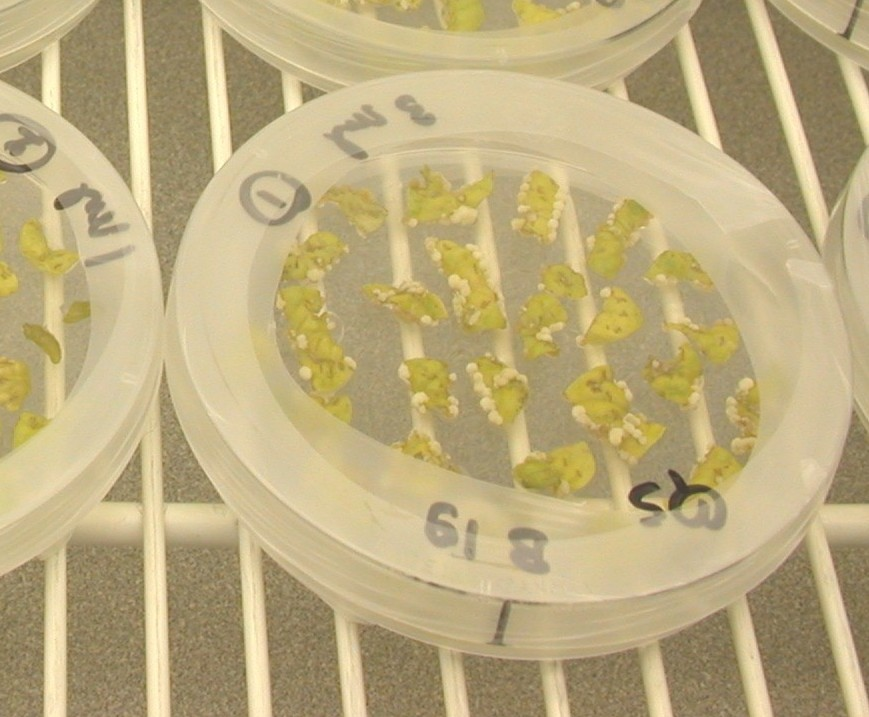
Mit Agrobacterium transformierte Pflanze (Solanum chacoense). Die transformierten Zellen beginnen, Kallusgewebe an der Seite der Blattstücke zu bilden.

Die Transformation mit Agrobacterium kann auf verschiedene Weise erfolgen. Protoplasten oder alternativ Blattscheiben können mit dem Agrobacterium bebrütet und danach die ganzen Pflanzen mit Hilfe von Pflanzengewebekulturen regeneriert werden.
Bei der Agroinfiltration kann Agrobacterium direkt in das Blattgewebe einer Pflanze injiziert werden. Bei dieser Methode werden nur die Zellen transformiert, die in unmittelbarem Kontakt mit den Bakterien stehen, und es kommt zu einer vorübergehenden Expression der Plasmid-DNA.
Die Agroinfiltration wird üblicherweise zur Transformation von Tabak (Gattung Nicotiana) verwendet.
Ein gängiges Transformationsprotokoll für Arabidopsis mit der Ackerschmalwand (A. thaliana) ist die Flower-Dip-Methode (englisch floral dip method), bei der die Blütenstände in eine Agrobacterium-Suspension getaucht werden. Das Bakterium transformiert so die Keimbahnzellen, aus denen die weiblichen Gameten entstehen. Die Samen können dann auf den selektiven Marker untersucht und entsprechend selektiert werden.
Agrobacterium infiziert nicht alle Pflanzenarten, ggf. muss auf eine der anderen wirksamen Techniken zur Pflanzentransformation wie die Genkanone zurückgegriffen werden.
Agrobacterium wird von der auS-FDA als Vektor des genetischen Materials für folgende Pflanzen aufgeführt:
- Sojabohne
- Baumwolle
- Mais
- Zuckerrübe
- Luzerne
- Weizen
- Raps (Canola)
- Weißes Straußgras (als Futterpflanze)
- Reis (Goldener Reis)

Die Transformation von Pilzen mit Agrobacterium wird in erster Linie zu Forschungszwecken eingesetzt. Dies erfolgt nach ähnlichen Ansätzen wie bei der Pflanzentransformation. Das Ti-Plasmid-System wird so modifiziert, dass es DNA-Elemente zur Selektion der transformierten Pilzstämme enthält, nachdem Agrobacterium-Stämme mit diesem Plasmid mit den gewünschten Pilzarten ko-inkubiert wurden.

## Forschungsgeschichte
Marc Van Montagu und Jozef Schell von der Universität Gent (Belgien) entdeckten 1977 den Mechanismus des Gentransfers zwischen Agrobacterium und Pflanzen. Dies ermöglichte die Entwicklung von Methoden, mit denen Agrobacterium zu einem effizienten Trägersystem für die Gentechnik in Pflanzen benutzt werden kann:
Ein Forscherteam unter der Leitung von Mary-Dell Chilton wies 1983 als erstes nach, dass die Virulenzgene entfernt werden können, ohne die Fähigkeit von Agrobacterium, seine eigene DNA in das Pflanzengenom einzufügen, zu beeinträchtigen.

## Genom
Die Sequenzierung des Genoms mehrerer Agrobacterium-Spezies hat die Untersuchung der Evolutionsgeschichte dieser Organismen ermöglicht und Informationen über die Gene geliefert und damit über die Systeme, die an der Symbiose bzw. Pathogenese und der biologischen Kontrollmechanismen beteiligt sind. Eine wichtige Erkenntnis ist die Möglichkeit, dass sich bei vielen dieser Bakterien die Chromosomen aus Plasmiden entwickelt haben. Eine weitere Entdeckung ist, dass diese genetischen Elemente offenbar sowohl symbiotische als auch pathogene Lebensweisen unterstützen können. Die Verfügbarkeit der Genomsequenzen von Agrobacterium-Spezies wird sicherlich weiter zunehmen, was zu wesentlichen Erkenntnissen über die Funktion und die Evolutionsgeschichte dieser Gruppe von pflanzenassoziierten Mikroben führen dürfte.

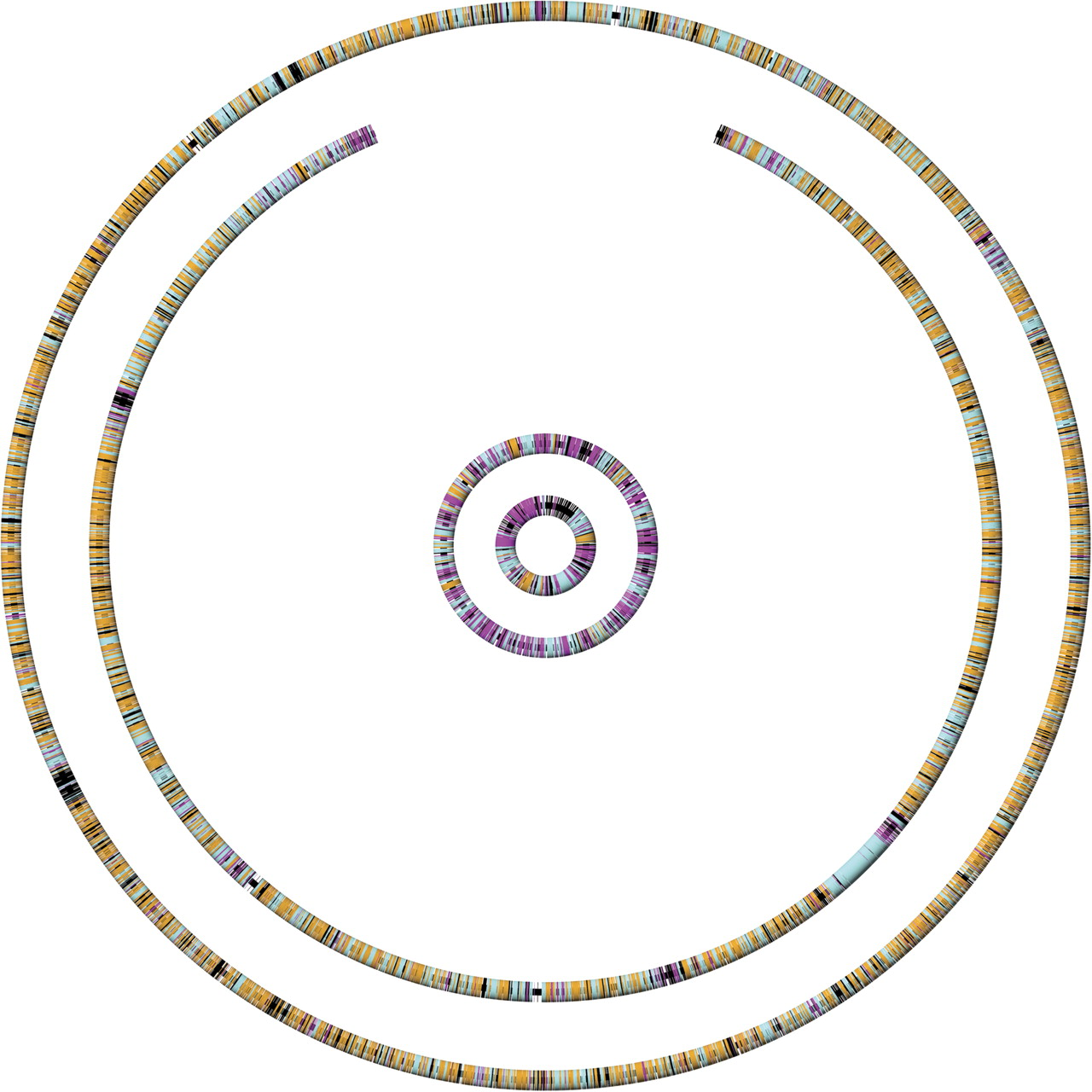
Karte der vier Genom-Teile von Agrobacterium tumefaciens C58. Von außen nach innen:
● zirkuläres Chromosom (Hauptchromosom),
● lineares Chromosom (Sekundärchromosom oder Chromid),
● At-Plasmid (pAt), und
● Ti-Plasmid (pTi).
Jeder Keil steht für ein Gen. Orangefarbene Gene entsprechen der Codon Usage der kombinierten Chromosomen, magentafarbene Gene entsprechen der Codon Usage der kombinierten Plasmide, blaugrüne Gene entsprechen sowohl den Chromosomen als auch den Plasmiden, und schwarze Gene entsprechen keinem der beiden.

Das Ti-Plasmid in Detail. Die T-DNA wird auf die pflanzliche Wirtszelle übertragen.

Das Genom der Agrobacterium-Stämme besteht wie für Mitglieder der Familie Rhizobiaceae typisch – aber für Bakterien im Allgemeinen ungewöhnlich – aus mehreren Teilen (DNA-Molekülen):
- dem ringförmigen Hauptchromosom
- einem linearen Sekundärchromosom, auch Chromid genannt[A. 1]
- dem Ti-Plasmid (Tumor-induzierendes Plasmid, englisch Tumor inducing plasmid)
- bei den meisten Stämmen von A. tumefaciens[23] (z. B. beim Stamm C58[22]) noch ein sog. At-Plasmid (pAt)

Die beiden Plasmide sind – wenn vorhanden – viel kleiner als das (Haupt)-Chromosom und das Chromid.

## Systematik
Bis in die 1990er Jahre wurde die Gattung Agrobacterium als Papierkorb-Taxon verwendet. Mit dem Aufkommen der 16S-rRNA-Sequenzierung wurden viele Agrobacterium-Arten (insbesondere die marinen Arten) anderen (neuen) Gattungen wie Ahrensia, Pseudorhodobacter, Ruegeria und Stappia zugeordnet.
Die übrigen Agrobacterium-Arten wurden drei Biovaren zugeordnet: Biovar 1 (Agrobacterium tumefaciens), Biovar 2 (Agrobacterium rhizogenes) und Biovar 3 (Agrobacterium vitis).
In den frühen 2000er Jahren wurde Agrobacterium mit der Gattung Rhizobium synonymisiert, was aber umstritten blieb.
Die Debatte wurde schließlich mit der Wiedereinführung der Gattung Agrobacterium beigelegt, nachdem der Nachweis erbracht worden war, dass sich beide Arten phylogenetisch unterscheiden.
Durch diese Maßnahme verblieb nur noch Biovar 1 (mit linearem Chromid und telA) bei der Gattung Agrobacterium (mit A. tumefaciens), Biovar 2 (mit ringförmigem Chromid/Plasmid und ohne telA, bis dato A. rhizogenes) wurde in Rhizobium rhizogenes umbenannt, und Biovar 3 (nur Weinreben, Gattung Vitis, infizierend, bis dato A. vitis) wurde in Allorhizobium vitis umbenannt.
Die Agrobacterium-Arten haben eine für sie typische Synapomorphie gemeinsam haben: das Gen telA für eine Protelomerase. Dadurch werden alle Mitglieder der Gattung zum Träger des für Bakterien ungewöhnlichen linearen Chromids.
Offenbar hat ein gemeinsamer Vorfahr der Gattung Agrobacterium das Gen telA einmalig erworben und damit die durch das lineare Chromid gekennzeichnete Gattung Agrobacterium begründete. Diese telA-Phylogenie deckt sich mit der des Reparaturgens recA, das als Marker-Gen der Agrobacterium-Phylogenie verwendet wird.
Rhizobium rhizogenes wie auch Ensifer meliloti (syn. Sinorhizobium meliloti; Rhizobiaceae) besitzen dagegen ein zirkuläres Chromid und kein telA-Gen.

### Artenliste
Gattung: Agrobacterium (Smith & Townsend 1907) Conn 1942
Synonym: Polymonas Lieske 1928
Typusart der Gattung Agrobactrium ist A. tumefaciens.
Artenliste nach der List of Prokaryotic names with Standing in Nomenclature (LPSN) mit Stand 29. November 2023:
- Agrobacterium arsenijevicii Kuzmanović et al. 2019
- „Agrobacterium aurantiacum“ Yokoyama et al. 1994
- „Agrobacterium bohemicum“ Zahradnik et al. 2018
- Agrobacterium burrii Mafakheri et al. 2022
- Agrobacterium cavarae Flores-Félix et al. 2020
- Agrobacterium cucumeris Warabieda et al. 2023
- „Agrobacterium deltaense“ Yan et al. 2017
- Agrobacterium divergens Naranjo et al. 2023
- Agrobacterium fabacearum Delamuta et al. 2020[38]
- „Agrobacterium fabrum“ Lassalle et al. 2011
- „Agrobacterium kieliense“ Balows et al. 1992
- Agrobacterium larrymoorei Bouzar & Jones 2001
- Agrobacterium leguminum Castellano-Hinojosa et al. 2021
- Agrobacterium nepotum (Puławska et al. 2012) Mousavi et al. 2016
- „Agrobacterium oryzihabitans“ (Zhao et al. 2020) Ma et al. 2023
- Agrobacterium pusense (Panday et al. 2011) Mousavi et al. 2016
- Agrobacterium radiobacter (Beijerinck & van Delden 1902) Conn 1942[39]
- Agrobacterium rosae Kuzmanović et al. 2019[40]
- Agrobacterium rubi (Hildebrand 1940) Starr & Weiss 1943
- Agrobacterium salinitolerans Yan et al. 2017
- Agrobacterium shirazense Mafakheri et al. 2022
- Agrobacterium skierniewicense (Puławska et al. 2012) Mousavi et al. 2016
- Agrobacterium tomkonis Singh et al. 2022
- Agrobacterium tumefaciens (Smith & Townsend 1907) Conn 1942
- Agrobacterium vaccinii Puławska et al. 2022
- „Agrobacterium viscosum“[41] (nicht LPSN) mit Stamm KB-105[33] alias G15[40] oder ATCC:31113[41]
- Agrobacterium sp. CP4[42][43][45]

Im Zug der Neuordnung der ehemaligen Papierkorb-Gattung gab es zahlreiche Verschiebungen, darunter zur Gattung…
- Allorhizobium (Rhizobiaceae): A. vitis ⇒ Allorhizobium vitis
- Peteryoungia (Rhizobiaceae): A. albertimagni ⇒ Peteryoungia albertimagni
- Rhizobium (Rhizobiaceae): A. rhizogenes ⇒ Rhizobium rhizogenes
- Ahrensia (Ahrensiaceae): A. kieliense ⇒ Ahrensia kielensis
- Porphyrobacter (Erythrobacteraceae): A. sanguineum ⇒ Porphyrobacter sanguineus
- Xanthomonas (Lysobacteraceae): A. albilineans ⇒ Xanthomonas albilineans
- Rathayibacter (Microbacteriaceae): A. rathayi ⇒ Rathayibacter rathayi
- Pseudorhodobacter (Paracoccaceae): A. ferrugineum ⇒ Pseudorhodobacter ferrugineus
- Pseudomonas (Pseudomonadaceae): A. agile[46][47] ⇒ „Pseudomonas sp. A82“
- Ruegeria (Roseobacteraceae): A. atlanticum ⇒ Ruegeria atlantica und A. meteori ⇒ Ruegeria atlantica
- Thalassobius (Roseobacteraceae): A. gelatinovorum ⇒ Thalassobius gelatinovorus
- Sphingopyxis (Sphingomonadaceae): A. luteum[48]  ⇒ „Sphingopyxis sp. 19D1“
- Labrenzia (Stappiaceae): A. aggregatum ⇒ Labrenzia aggregata
- Stappia (Stappiaceae): A. stellulatum ⇒ Stappia stellulata